# Воллас Ф. Джонсон
Воллас Ф. Джонсон (англ. Wallace F. Johnson; 13 липня 1889 — 15 лютого 1971) — колишній американський тенісист.
Найвищу одиночну позицію світового рейтингу — 8 місце досяг 1913 року (за даними E.B. Dewhurst).
Перемагав на турнірах Великого шолома в змішаному парному розряді.
Завершив кар'єру 1930 року.

## Фінали турнірів Великого шолома

### Одиночний розряд

#### Поразка (2)
| Рік  | Турнір        | Суперник         | Рахунок                 |
| 1912 | Чемпіонат США | Моріс Мак-Лафлін | 6–3, 6–2, 2–6, 4–6, 2–6 |
| 1921 | Чемпіонат США | Білл Тілден      | 1–6, 3–6, 1–6           |

### Мікст

#### Титули (4)
| Рік  | Турнір        | Партнер               | Суперник                           | Рахунок  |
| 1907 | Чемпіонат США | Мей Соєрс             | Наталі Вілді Герберт М. Тілден     | 6–1, 7–5 |
| 1909 | Чемпіонат США | Гейзел Гочкіс-Вайтмен | Луїс Геммонд Реймонд Реймонд Літтл | 6–2, 6–0 |
| 1911 | Чемпіонат США | Гейзел Гочкіс-Вайтмен | Една Вілді Герберт М. Тілден       | 6–4, 6–4 |
| 1920 | Чемпіонат США | Гейзел Гочкіс-Вайтмен | Молла Маллорі Крейґ Біддл          | 6–4, 6–3 |